# .mf
.mf is het toekomstige landelijke top-level-domein (ccTLD) van het Franse deel van Sint-Maarten. Frans Sint-Maarten heeft recht op een eigen ccTLD sinds het op 15 juli 2007 de nieuwe status van overzeese gemeenschap (collectivité d'outre-mer) van Frankrijk verkreeg.
Tot op heden maakt Frans Sint-Maarten gebruik van de ccTLD van Guadeloupe, .gp, of die van Frankrijk, .fr.